# 4008 Corbin
4008 Corbin eller 1977 BY är en asteroid i huvudbältet som upptäcktes den 22 januari 1977 av Félix Aguilar-observatoriet. Den är uppkallad efter Brenda G. och Thomas E. Corbin.
Asteroiden har en diameter på ungefär 5 kilometer.